# Słownik wczesnochrześcijańskiego piśmiennictwa
Słownik wczesnochrześcijańskiego piśmiennictwa – specjalistyczny słownik będący oryginalnym pomysłem polskich badaczy antyku chrześcijańskiego. Zawiera on biogramy Ojców Kościoła i ich dzieł oraz szereg haseł tematycznych dotyczących antyku chrześcijańskiego. Jego zakres tematyczny obejmuje okres od czasów apostolskich do Soboru nicejskiego II (787). Uzupełnieniem słownika jest Słownik wczesnochrześcijańskiego piśmiennictwa Wschodu: literatury – arabska, armeńska, etiopska, gruzińska, koptyjska, syryjska autorstwa Marka Starowieyskiego (Warszawa: „Pax” 1999).